# Anil Kumar Bhariya
Anil Kumar Bhariya (ur. 20 września 1988) – indyjski zapaśnik walczący w stylu klasycznym. Wicemistrz Azji w 2011. Mistrz Wspólnoty Narodów w 2011, a drugi w 2009. Brązowy medalista mistrzostw świata wojskowych w 2014 roku.